# Hot’n’Nasty

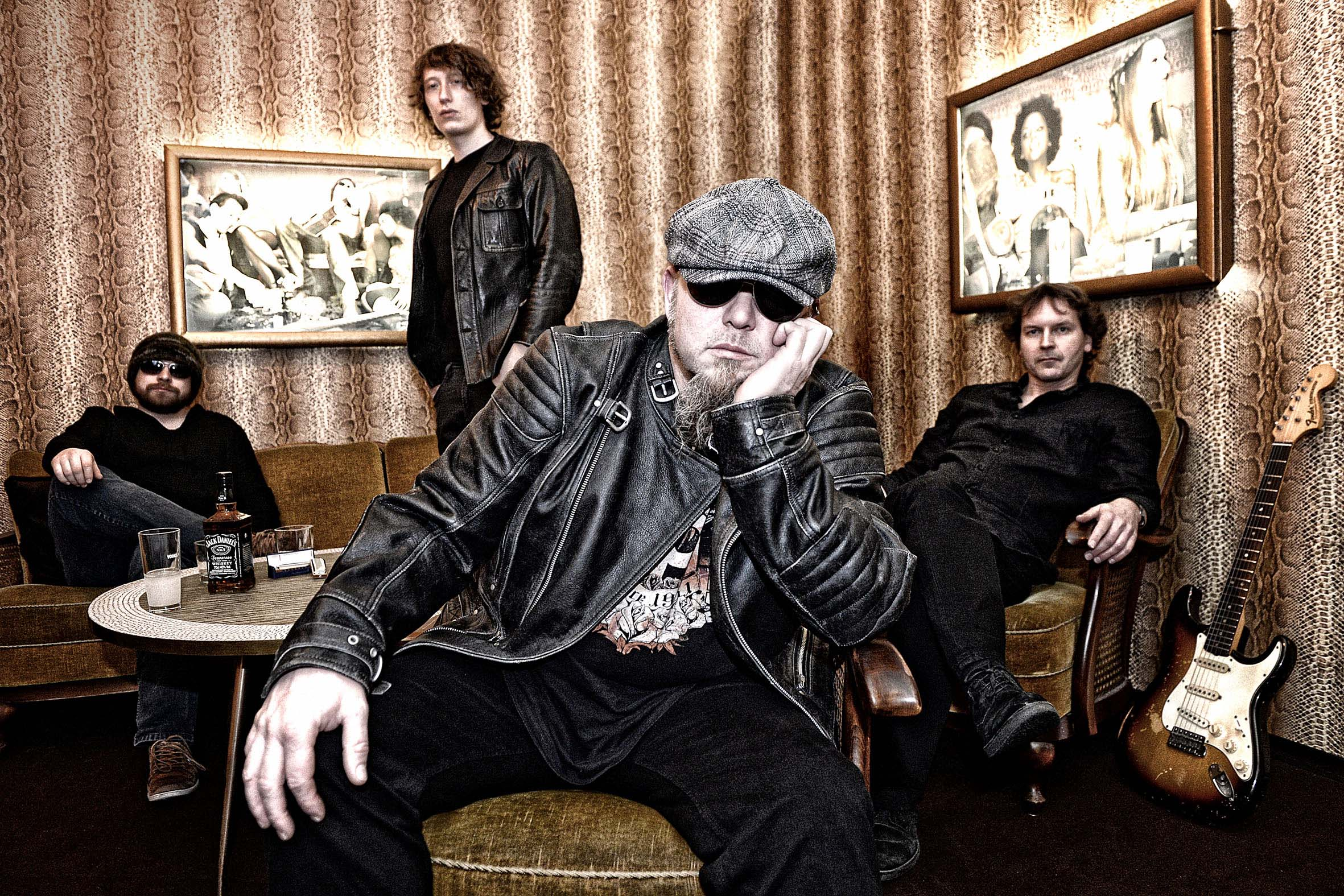
Hot'n'Nasty 2014

Hot’n’Nasty ist eine deutsche Bluesrock-Band, die 1989 von dem Gitarristen Malte Triebsch gegründet wurde. Ihren Stil bezeichnet die Band als Powerblues.
Die Besetzung besteht aus Malte Triebsch (Gitarre), Robert Collins (Gesang, Harp), Dominique Ehlert (Schlagzeug) und Tim Gressler (Bass).

## Werdegang
Hot‘n‘Nasty spielte zunächst in unterschiedlichen personellen Besetzungen. 2003 fand die Band mit Patrick Pfau ihren Sänger. In dieser Besetzung mit Patrick Pfau, Malte Triebsch, Dominque Ehlert und Ulrich Bichmann war die Band 10 Jahre erfolgreich unterwegs. Ulrich Bichmann wurde 2012 durch den Bassisten Jacob Müller ersetzt.
Im April 2013 traf die Band ein schwerer Schicksalsschlag, als Patrick Pfau  an den Folgen der Nervenerkrankung Polyneuropathie verstarb. 2014 unternahmen Hot‘n‘Nasty einen Neuanfang mit dem Sänger Robert Collins. Die Besetzung blieb konstant, lediglich der Bassist Jacob Müller verließ 2022 die Band und wurde durch Tim Gressler ersetzt.
Hot‘n‘Nasty spielten mit vielen internationalen Rockmusikern wie z. B. Wishbone Ash, Dr. Feelgood, Walter Trout, Ana Popović und Chris Farlowe zusammen und begleiteten einige davon mit auf ihren Tourneen. Im Jahr 2011 erhielt die Band Unterstützung durch den Colosseum-Gitarristen Clem Clempson, der den seinerzeit mit Steve Marriott für die Band Humble Pie komponierten Song „Hot'n'Nasty“, mit ihnen spielte.
Die Alben ‚Boost‘, ‚Dirt‘ und ‚Burn‘ wurden von Martin Meinschäfer in den Megaphon-Studios aufgenommen.

## Auszeichnungen
- 2020: Gewinner des German Blues Awards in der Kategorie ’Beste Band’[1]
- 2019: Finalist bei der German Blues Challenge
- 2018: Finalist bei der German Blues Challenge
- 2009: Gewinn des Deutschen Rock- und Pop Preises in den Kategorien: „Bestes Rhythm & Blues Album“ (1. Platz) und „Beste Rhythm & Blues Band“ (2. Platz).

## Diskographie
- Hard Working Band (1995)
- Shuffle 'em Down (1998)
- Electrified (2005; u. a. mit Andreas Schmidt-Martelle, Jane Palmer, Tobias Cosler)
- Boost (2012; Bob-Media, u. a. mit Chris Kramer)
- Dirt (2018; Sonic Revolution, u. a. mit Chris Kramer, Sascha Stiehler)
- Burn (2021; Sonic Revolution, u. a. mit Sascha Stiehler)
- Live – Still Rollin' (2025; Bob Media)